# Огни Помпеи
«Огни Помпеи» — вторая серия четвёртого сезона сериала «Доктор Кто». Премьера серии состоялась 12 апреля 2008 года на канале BBC One.
В этой серии появляется Питер Капальди (в роли Цецилия), который в будущем станет двенадцатой инкарнацией Доктора.
Одну из Сестёр Сивиллы играет актриса Карен Гиллан, которая в 5 сезоне будет играть Эми Понд.

## Сюжет
79 год нашей эры, Помпеи, за день до извержения Везувия. Донна, поняв, что это за день, пытается спасти людей от последствий извержения, а Доктор отговаривает её от изменения истории. Доктор понимает, что нечто мешает горе взорваться. Зайдя в Везувий, Доктор и Донна обнаруживают спасательную капсулу инопланетной расы и представителей этой расы. Доктор осознаёт, что если он не взорвёт Везувий, то может погибнуть весь мир. Гора взрывается, а Доктор спасает одну семью понравившихся ему жителей.